# MQR-13 BMTS

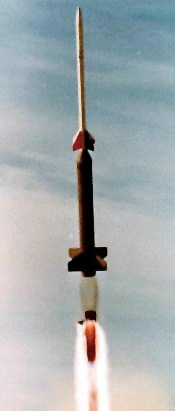
Um XMQR-13 BMTS sendo lançado.

O XMQR-13A Ballistic Missile Target System (BMTS) foi um foguete balístico desenvolvido com peças "de prateleira" do estoque de mísseis já existentes, pelos Estados Unidos durante a década de 1960, para uso no desenvolvimento dos sistema de mísseis de defesa.